# Breteuil, Eure
 Breteuil  là một xã thuộc tỉnh Eure trong vùng Normandie miền bắc nước Pháp.

## Huy hiệu
| Arms of Breteuil | The arms of Breteuil are blazoned: Lozengy Or and gules, on a chief azure 3 fleurs de lys Or. |